# Otominis
Els otominis (Otomyini) són una tribu de rosegadors de la subfamília dels murins. Els primers representants d'aquest grup aparegueren al sud del continent africà a principis del Pliocè. Durant força temps es debateren les relacions dels otominis amb la resta de rosegadors. En diferents moments han sigut classificats dins els cricètids, els nesòmids o els múrids, però les dades més recents apunten cap a aquesta darrera possibilitat. N'hi ha tres gèneres vivents, que viuen a l'Àfrica subsahariana.